# Брейкданс на Європейських іграх 2023
Змагання зі брейкдансу на Європейських іграх 2023 року пройшли у місті Новий Сонч 26 та 27 червня 2023 року. Ці змагання були кваліфікіційними на Олімпійські ігри 2024 року. 

## Медальний залік
*   Країна-господарка ( Польща)
| Місце               | Країна              | Золото | Срібло | Бронза | Загалом |
| ------------------- | ------------------- | ------ | ------ | ------ | ------- |
| 1                   | Нідерланди (NED)    | 1      | 1      | 0      | 2       |
| 2                   | Франція (FRA)       | 1      | 0      | 0      | 1       |
| 3                   | Україна (UKR)       | 0      | 1      | 0      | 1       |
| 4                   | Литва (LTU)         | 0      | 0      | 1      | 1       |
| 4                   | Австрія (AUT)       | 0      | 0      | 1      | 1       |
| Загалом (5 збірних) | Загалом (5 збірних) | 2      | 2      | 2      | 6       |

## Результати
| Дисципліна | Золото                      | Срібло                           | Бронза                         |
| ---------- | --------------------------- | -------------------------------- | ------------------------------ |
| B-Boy      | Дені "Dany" Денн (FRA)      | Менно "Menno" ван Горп (NED)     | Фуад "Lil Zoo" Амбель (AUT)    |
| B-Girl     | Індія "India" Сардьйо (NED) | Анна "Stefani" Пономаренко (UKR) | Домініка "Nicka" Баневич (LTU) |